# Gräberfeld von Navlusmarka

Lage von Snåsa

Das Gräberfeld von Navlusmarka liegt in einem Wald auf einem hohen Grat, östlich von Snåsa bei Steinkjer im Fylke Trøndelag in Norwegen. 
Das Gräberfeld stammt aus der frühen Eisenzeit. Es besteht aus einem Bautastein (Menhir), drei kleinen Steinkreisen, zwei großen und einigen kleinen Grabhügeln, sowie einer Reihe von Gruben für den Eisenerzabbau.
- Der Bautastein ist etwa 3,5 Meter hoch und 50 bis 70 Zentimeter breit.
- Die beiden großen Grabhügel haben 20,0 bis 25,0 Meter Durchmesser und sind 2,0 bis 3,0 Meter hoch.
- Die ausgegrabenen, inzwischen aber wieder überwachsenen Steinkreise haben 2,0 bis 3,0 Meter Durchmesser. Sie bargen Brandbestattungen der frühen Eisenzeit, die auf etwa 400 n. Chr. datiert wurden.
- Die Bestattungen und die Erzgruben bedeuten, dass der Ort wahrscheinlich Teil eines alten Bauernhofs oder einer alten Siedlung war, aber bisher wurden keine Hausfundamente gefunden.